# Florea Firan
Florea Firan (n. 4 octombrie 1933, Giubega, Dolj, România) este un istoric și critic literar, publicist și editor român, autor al unor importante cărți panoramice despre scriitorii și fenomenul literar din Oltenia, pasionat animator al vieții culturale contemporane și mesager al spiritualității românești în spațiul geografic italian care, ca simbol al latinității, a marcat destinele unor iluștri cărturari. Are o activitate de peste cinci decenii în aceste domenii. Este cetățean de onoare al municipiului Craiova, director al Editurii „Scrisul Românesc” din Craiova (din 2002) și redactor-șef al revistei „Scrisul Românesc” (din 2003).
A fost acceptat ca membru al Uniunii Scriitorilor din România din 16 decembrie 1976 (nr. 7360/22 dec. 1976), la recomandările academicienilor Eugen Jebeleanu și Mihnea Gheorghiu.

## Biografie
S-a născut în familia agricultorului Ion Firan și al soției sale, Maria (n. Dudău), din satul doljean Giubega din apropierea orașului Băilești. fiind al treisprezecelea fiu al familiei. A urmat studii la Școala Normală de Învățători din Deva (1945-1952), iar ulterior, în 1965, a absolvit Facultatea de Limba și Literatura Română a Universității din București.
După absolvirea facultății pentru câteva luni este profesor la Școala generală nr. 1 din Cugir, după care se stabilește în orașul Craiova și funcționează mai întâi la Colegiul Național „Carol I”, Secția Clasică, după care ocupă importante funcții în sectorul cultură-învățământ: șef al Secției culturale (1955–1957), inspector școlar la Secția învățământ (1958–1966), șef-adjunct al Secției învățământ Craiova (1966–1968). Pentru o scurtă perioadă este director al Liceului de Artă, apoi director al Liceului de Filologie-Istorie, astăzi Colegiul Național „Elena Cuza”. Din decembrie 1968 până în octombrie 1977 (când, în paralel, exercită și meseria de profesor) este numit președinte al Comitetului pentru Cultură și Educație Socialistă al jud. Dolj (1968-1977). În această ultimă calitate a propus înființarea Festivalului și Concursului Național de muzică populară „Maria Tănase”, ca o replică la Festivalul de muzică ușoară „Cerbul de Aur”, a inițiat manifestări cultural-științifice ample dedicate poetului Alexandru Macedonski, urmate de deschiderea Casei memoriale „Al. Macedonski” din Pometești-Adâncata și de dezvelirea unui bust în Grădina Botanică a Universității din Craiova, și a avut inițiativa înființării Teatrului de Operetă din Craiova (1972), care a funcționat mai întâi ca secție a Filarmonicii de Stat „Oltenia” și a devenit apoi Teatrul Liric de Operă și Operetă „Elena Teodorini”. A contribuit la aducerea unor cunoscuți oameni de cultură la conducerea instituțiilor culturale din Craiova, precum Amza Pellea (numit director al Teatrului Național din Craiova în martie 1973) sau Alexandru Piru (redactor-șef al revistei Ramuri în perioadele 1969-1976 și 1978-1991). Alături de alți intelectuali din Craiova și București, este membru fondator al Societății „I. L. Caragiale”. Pune bazele la realizarea lucrării ecvestre „Mihai Viteazul” expusă și astăzi în piața ce-i poartă numele din Craiova.
Paralel cu aceste funcții, scriitorul rămâne fidel catedrei, predând, în cumul, limba și literatura română la Liceul de Filologie-Istorie, susținând, în același timp, cursuri la Facultatea de Filologie a Universității din Craiova, ca profesor asociat.
Remarcat de academicianul Al. Dima, acesta îi sugerează să se înscrie la doctorat la Institutul de Istorie și Teorie Literară „G. Călinescu” din București, al cărui director general era.  În anul 1976 a obținut titlul de doctor în științe filologice în cadrul Institutului de Istorie și Teorie Literară „G. Călinescu” din București cu teza Presa literară craioveană. 1838-1975, avându-l ca îndrumător pe prof. Ovidiu Papadima și comisia alcătuită din Zoe Dumitrescu-Bușulenga – președinte, I.C. Chițimia, Ovidiu Papadima, Dimitrie Păcurariu, Augustin Z.N. Pop.  A lucrat apoi ca profesor în învățământul preuniversitar din Craiova, apoi la Facultatea de Litere a Universității din Craiova. A fost detașat o perioadă ca lector de limba română la Universitatea din Pisa (1981-1985), susținând, de asemenea, cursuri de limbă, cultură și civilizație română la Accademia di Romania din Roma.
După ce în 1968 beneficiază de o bursă pe teme de educație și învățământ în Polonia – la Varșovia, Cracovia și Katowice – în 1975, obține, prin concurs, o bursă din partea Guvernului Francez, la Antibes – Coasta de Azur, pe teme de limbă, cultură și civilizație franceză. 
În 1976 devine membru al Uniunii Scriitorilor din România cu recomandările academicienilor Eugen Jebeleanu și Mihnea Gheorghiu, validat în ședința condusă de Zaharia Stancu, atunci președinte al Uniunii Scriitorilor din România.
Din 1981 și până în 1985, Florea Firan este profesor asociat la Facultatea de Litere și Filosofie, Universitatea din Pisa, în cadrul acordurilor culturale româno-italiene, susținând în același timp un curs de limbă, cultură și civilizație românească la Accademia di Romania din Roma, unde și-a avut reședința pe toată această perioadă. În Italia își continuă și activitatea de cercetare, participând cu comunicări științifice în cadrul unor simpozioane și sesiuni științifice, cum este cea dedicată lui Eminescu (dec. 1984) în organizarea Universității „Sapienza” din Roma și Accademiei di Romania (când este prezent cu comunicarea Eminescu în critica italiană); conferențiază la Universitățile din Roma, Pisa, Perugia și colaborează la importante reviste („Le lingue del Mondo” – Florența, „Balcanica”, „Columna” – Roma ș.a.).
Într-una din bibliotecile Vaticanului descoperă manuscrisul lui Ioan Inocențiu Micu-Klein, Illustrium poetarum flores/ Flori culese de la poeți celebri, datând din 1753, prima antologie de poezie clasică latină din literatura noastră, alcătuită de cărturarul transilvănean în exilul său de la Roma. Ediția critică a acestei lucrări, întocmită de Florea Firan, a deschis o colecție a Iluminismului românesc, inițiată și coordonată de acad. Ștefan Pascu, începând cu anul 1986. Lucrarea a fost publicată ulterior sub titlul Carte de înțelepciune latină, în limbile română și latină la Editura Științifică din București, în 1992, având ca redactor pe criticul Niculae Gheran. Pentru realizarea acestei lucrări, Florea Firan a fost distins cu Premiul „Bogdan Petriceicu Hasdeu” al Academiei Române la propunerea acad. Eugen Simion, Ștefan Augustin Doinaș și a prof. univ. dr. Mihai Mitu de la Universitatea din București.
Activitatea și experința sa didactică și științifică din învățământul preuniversitar și universitar a constituit temeiul numirii, în 1992, ca inspector general de specialitate în Corpul de Control al Ministrului Învățământului, iar trei ani mai târziu cercetător științific la Institutul de Științe Sociale ale Educației din București, tocmai în perioada când se elaborau noile programe și manuale școlare. Ca inspector general de limba română în cadrul Ministerului Învățământului și cercetător științific la Institutul de Științe ale Educației, care avea ca atribuții alcătuirea programelor și manualelor școlare. A îndeplinit, de asemenea, funcția de redactor-șef adjunct al Analelor Universității din Craiova, Seria Științe Filologice (1996–2001). 
În anul 2002 a fost numit director al Editurii „Scrisul Românesc” din Craiova, o editură de tradiție fondată în 1922, reluând din ianuarie 2003 publicarea revistei Scrisul Românesc care avusese anterior o existență efemeră și stabilind ca obiectiv principal al editurii și revistei multiculturalismul și interculturalitatea.
În calitate de director al Editurii Scrisul Românesc, revigorează activitatea acesteia. În 2003 înființează seria nouă a revistei „Scrisul Românesc” și susține, din calitatea de redactor-șef, editorialele, dând publicației un pronunțat caracter de interculturalitate, colaboratorii fiind nume cunoscute din cultura română și din străinătate, în special din America de Nord. În cadrul Editurii „Scrisul Românesc” continuă, din 2002, Colecția „Clasicii români comentați”, pe care o coordonează, tipărind operele lui Eminescu, Creangă, Caragiale, Slavici, Macedonski, Arghezi, Gib I. Mihăescu etc., precum și a unor scriitori contemporani – Marin Preda, I. D. Sîrbu, Marin Sorescu, Irina Mavrodin, Dumitru Radu Popescu, Andrei Codrescu, Monica Spiridon, inițiind noi colecții – „Tudor Arghezi”, „Al. Macedonski. Prima-verba, Debut editorial”, „N. Iorga”, „C. Brâncuși”, „M. Sorescu”, „I. Țuculescu”, „Memoria Craiovei” etc.
Din 2006 inițiază Colocviile „Scrisul Românesc”, importantă manifestare cultural-științifică, ce se desfășoară anual pe teme fundamentale și de mare actualitate, cu participarea unor personalități ilustre din țară și din străinătate. S-a început cu tema Spiritul Olteniei (2006), când a fost publicat masivul volum Oltenia, lucrare de mari proporții cu studii și articole privind spațiul geografic, istoric, cultural-științific și artistic, medical etc. Au urmat apoi Presa culturală, direcții și orientări (2007), Multiculturalismul (2008), Actualitatea istoriei literare (2009), Viitorul cărții (2010), Cititul. Efectele cititului (2011), Literatura și sincretismul artelor (2012), Limba română și mass-media (2013), De la cenzura impusă la autocenzură (2014), Puterea cuvintelor (2015), Avangarda și Avangardismul (2016), Intelectualii, Puterea și Tehnologia (2017), Unitate prin diversitate (2018).

## Activitatea literară
Florea Firan s-a făcut remarcat ca un cercetător asiduu al istoriei presei literare craiovene și al confluențelor literare oltene, fiind autorul mai multor articole și cărți pe acest subiect. A debutat în 1965 cu articolul „Coșbuc și Craiova, documente inedite”, publicat în revista Ramuri, în care a prezentat relațiile poetului George Coșbuc cu Oltenia: începând cu nașterea la Craiova a fiului scriitorului, Alexandru Coșbuc, și sfârșind cu prezentarea unei întâmplări tragice petrecute cu prilejul unei călătorii a poetului, însoțit de profesorul italian Ramiro Ortiz, la Mănăstirea Tismana. A colaborat apoi la revistele Ramuri, România literară, Contemporanul, Le lingue del Mondi din Florența, Balcanica, Analele Universității din Craiova, Luceafărul etc.
Debutul editorial a avut loc în 1971 cu volumul Începuturile presei literare craiovene, o primă lucrare consacrată acestui subiect, urmat de patru studii monografice dedicate revistei literare craiovene Ramuri, de un volum de istorie a presei literare craiovene între anii 1838 și 1975 și de studii monografice dedicate vieții și operei scriitorilor Alexandru Macedonski și Tudor Arghezi. Studiul în două volume Profiluri și structuri literare (1986-2003) cercetează mediul literar al Olteniei, prezentând revistele literare și scriitorii care au trăit și au creat în Oltenia sau au descris istoria și localitățile Olteniei. Volumul Tudor Arghezi – Treptele devenirii, care prezintă evoluția literară a poetului, a fost distinsă cu Premiul Uniunii Scriitorilor, Filiala Craiova și Premiul Internațional de Literatură „Tudor Arghezi” de la Târgu Cărbunești.
Florea Firan a alcătuit, de asemenea, în colaborare cu C. M. Popa, o antologie intitulată Literatura diasporei (1994) și este coautorul mai multor antologii ale operei lui Eminescu, Creangă, Coșbuc, Călinescu, Blaga, Arghezi, Alecsandri, Slavici, Rebreanu etc.
Activitatea sa literară a fost distinsă cu mai multe premii, printre care Premiul „Bogdan Petriceicu-Hasdeu” al Academiei Române pe anul 1994 (împărțit cu actorul Ștefan Iordache), pentru publicarea în 1992 a manuscrisului biling româno-latin Illustrium poetarum flores/Flori culese de la poeți celebri, scris de Ioan Inocențiu Micu Klein și redescoperit de Florea Firan într-o mânăstire catolică de pe colinele Romei. Alte primii primite sunt Premiul „Șerban Cioculescu” pentru critică și istorie literară pe anul 1997, Premiul de Excelență al Uniunii Scriitorilor din România, Filiala Craiova, pentru „întreaga activitate în domeniul istoriei literare și pentru contribuția deosebită în dezvoltarea vieții culturale din Oltenia” (2003), Premiul Opera Omnia pe anul 2005, acordat de Uniunea Scriitorilor din România, Filiala Craiova, pentru „întreaga activitate literară și științifică”, Premiul de istorie literară pe anul 2008 al Uniunii Scriitorilor, Filiala Craiova, pentru volumul Tudor Arghezi. Treptele devenirii ș.a.
Preocupările sale în domeniul istoriei și criticii literare capătă un caracter permanent, colaborând în paginile unor reviste centrale precum România literară,  Luceafărul, Contemporanul, Școala Ardeleană, Tribuna, Săptămâna, Flacăra, Manuscriptum, Revista Bibliotecilor, Mozaicul, Analele Universității din Craiova – Seria Științe Filologice, Scrisul Românesc, Curtea de la Argeș, Brâncușiana, Le Lingue del Mondo (Florența), Columna (Roma), Balcanica (Roma), dar mai ales la revista Ramuri și cotidianul Înainte, unde ține rubricile „Scrisori din Oltenia” și „Fișe pentru o istorie a presei craiovene”, rezultând cele două volume: De la Macedonski la Arghezi (1975) și Presa literară craioveană (1976), ambele publicate la editura Scrisul Românesc.
În afara participării ca autor și coordonator la elaborarea unor volume colective, de larg interes, în care se ocupă de activitatea unor personalități și instituții de prestanță națională (Comentarii macedonskiene – 1971, Rezonanțe culturale oltene – 1971, Istoria Craiovei – 1977, Istoria Teatrului Național Craiova – 1978, Craiova – ghid-turistic, 1982 etc.), Florea Firan se face remarcat prin volumele care ilustrează importanța cercetărilor parțiale, pentru istoria culturii naționale. 
Editează și repune în circulație principalele studii dedicate lui C. Brâncuși de către criticul de artă V.G. Paleolog: Tinerețea lui Brâncuși, C. Brâncuși; monografie, ediție trilingvă în română, franceză, engleză; Brâncuși – Brâncuși, vol. I și vol. II; Aforismele și textele lui Brâncuși, de Constantin Zărnescu; Așa grăit-a Brâncuși/ Ainsi parlait Brancusi/ Thus spoke Brancusi, ediție trilingvă de Sorana Georgescu-Gorjan. Editează, postum, un număr însemnat de volume din creația lui Marin Sorescu: Poezii inedite, Sonete inedite, Proză scurtă, Jurnal inedit, vol. III, IV, V, VII, Marin Sorescu în scrisori și documente inedite, Cronici dramatice, Cronici literare, Grafică și pictură, având sprijinul profesorului universitar George Sorescu, fratele mai mare al scriitorului. 

## Opera

### Cărți
- Începuturile presei literare craiovene, Craiova, 1971;
- Parcul Romanescu din Craiova, ediție română-franceză, Craiova, 1971;
- Ramuri. Studiu monografic, în colab., Craiova, 1971;
- Ramuri. Bibliografie, în colab., cuvânt înainte de M. Gheorghiu, București, 1972;
- Doljul în imagini, ediție română-franceză-engleză-italiană-germană, Craiova 1972;
- Corespondența „Ramuri”. Documente literare, Ed. Scrisul Românesc, Craiova, 1973;
- De la Macedonski la Arghezi, pref. de Ovidiu Papadima, Ed. Scrisul Românesc, Craiova, 1975;
- Din viața școlii Doljului, în colaborare cu I. Pătrașcu, Craiova, 1975;
- Presa literară craioveană. 1838-1975, pref. de O. Papadima, Ed. Scrisul Românesc, Craiova, 1976;
- Pe urmele lui Tudor Arghezi, Ed. Sport-Turism, București, 1981;
- Arhivele Olteniei (1922-1943). Bibliografie, în colab., București, 1983;
- Profiluri și structuri literare. Contribuții la o istorie a literaturii române, I-II, cuvânt înainte de Liviu Călin, studiu de C. M. Popa, Craiova, 1986-2003;
- Literatura diasporei, antologie comentată, în colab. cu C. M. Popa, Ed. Macedonski, Craiova, 1994 (ed. a II-a, 1996);
- Spirite enciclopedice în literatura română, I-III, antologie comentată, în colab. cu C. M. Popa, Craiova, 1995;
- Ramuri. Studiu monografic, corespondență, manuscrise, antologie, bibliografie (1905-1995), Ed. Macedonski, Craiova, 1996;
- Modernism, tradiționalism, valori ale literaturii românești interbelice, antologie comentată, în colab. cu C. M. Popa, Ed. Scrisul Românesc, Craiova, 1997;
- Spirite enciclopedice în cultura română: D. Cantemir, I. H. Rădulescu, B. P. Hasdeu, M. Eminescu, în colab. cu C. M. Popa, Ed. Scrisul Românesc, Craiova, 2005;
- Scrisul Românesc  - '80, Ed. Scrisul Românesc, Craiova, 2006;
- Portrete literare, postfață de C.M. Popa, Ed. Scrisul Românesc, Craiova, 2007;
- Editura Scrisul Românesc - 85 de ani de existență, Ed. Scrisul Românesc, Craiova, 2007;
- Presa craioveană, 1830 - 2007, Ed. Scrisul Românesc, Craiova, 2007;
- Tudor Arghezi, treptele devenirii, Ed. Scrisul Românesc, Craiova, 2008;
- Portrete în timp, Ed. Scrisul Românesc, Craiova, 2012;
- Cititul, Ed. Scrisul Românesc, Craiova, 2012;
- Limba română și mass-media, Ed. Scrisul Românesc, Craiova, 2014;
- Craiova, orașul întâlnirilor, Ed. Scrisul Românesc, Craiova, 2014;
- Eminescu. Antologie comentată, Ed. Scrisul Românesc, Craiova, 2015;
- Macedonski-Bacovia. Simbolismul românesc, Ed. Scrisul Românesc, Craiova, 2016;
- Puterea cuvintelor, Ed. Scrisul Românesc, Craiova, 2016;
- Liniștea și neliniștea drumului, Ed. Scrisul Românesc, Craiova, 2017;
- Florea Firan – 80, Ed. Scrisul Românesc, Craiova, 2017;
- Amprente și voci, Ed. Scrisul Românesc, Craiova, 2017;
- Intelectualii, Puterea și Tehnologia, Ed. Scrisul Românesc, Craiova, 2018;
- Scrisul Românesc: 90 de ani de la întemeiere, Ed. Scrisul Românesc, Craiova, 2018.

### Alte lucrări de interes cultural
- Parcul Romanescu din Craiova, ediție și prezentare de Florea Firan (versiune în română-franceză), trad. în franceză de Maria Iliescu, Comitetul pentru Cultură și Artă Dolj, Craiova, 1970, text și reproduceri foto alb-negru și color.
- Doljul în imagini, ediție și prezentare de Florea Firan, versiune în limbile română, engleză, franceză, germană, italiană, Comitetul pentru Cultură și Artă Dolj, Craiova, 1972, 152 p.+ 136 ilustrații alb-negru și color.
- Din viața școlii Doljului, Casa Corpului Didactic, Craiova, 1975, 162 p. (în colab.)
- Craiova – ghid de oraș, Ed. Sport-Turism, București, 1982, 190 p. + 48 ilustrații alb-negru și color + harta turistică a Craiovei (în colab.)

### Ediții alcătuite, îngrijite, prefațate și editate
- Tinerețea cuvintelor. Culegere de versuri. Ediție și prefață de Florea Firan, Craiova, 1967, 140 p.
- Freamăt. Selecție din creațiile tinerilor membrii ai cercurilor literare din Craiova. Ediție și prefață de Florea Firan, Secția de învățământ, Craiova, 1968, 80 p.
- Continuitate. Culegere de versuri și proză ale scriitorilor olteni. Ediție și prefață de Florea Firan, Comitetul pentru Cultură și Artă Dolj, Craiova, 1970, 216 p.
- Rezonanțe culturale oltene. Studii și articole. Cuvânt înainte – Oltenia modernă o zonă a tradiției sensibile, de Mihnea Gheorghiu. Ediție și prefața – Continuitate, de Florea Firan, Comitetul pentru Cultură și Artă Dolj, Craiova, 1971, 452 p.
- Studii de folclor. Vol. I. Ediție și prefață de Florea Firan, Centrul de Științei Sociale Craiova al Academiei Române, 1973, 224 p.
- Studii de folclor. Vol. II. Ediție și prefață de Florea Firan, Centrul de Științei Sociale Craiova al Academiei Române, 1974, 232 p.
- Studii de folclor. Vol. III. Ediție și prefață de Florea Firan, Centrul de Științei Sociale Craiova al Academiei Române, 1975, 244 p.
- Cântecul popular românesc. Studii de folclor, Centrul de îndrumare a creației populare Craiova, 1975, 260 p. + ilustrații cu imagini foto de la Festivalul Național „Maria Tănase”, ediția a IV-a, și Situația culegerilor de folclor din Oltenia și pe țară.
- 46 de scriitori în dialog cu județul Dolj (Versuri. Proză, Reportaje). Ediție alcătuită de Florea Firan și Corneliu Leu. Prefață de Florea Firan, Uniunea Scriitorilor din România și Comitetul de Cultură și Artă Dolj, Craiova, 1977, 222 p.
- Mihail Drumeș, Scrisoarea de dragoste, roman. Versiune definitivă, Postfață de Florea Firan, Ed. Scrisul Românesc, Craiova, 1982, 350 p.
- Mihail Drumeș, Invitația la vals, roman. Ediție și Postfață de Florea Firan, Ed. Scrisul Românesc, Craiova, 1986, 272 p.
- Mihail Cruceanu, Lauda vieții. Ediție, prefață și bibliografie de Florea Firan, Ed. Scrisul Românesc, Craiova, 1987, 206 p.
- A. S. Pușkin, Dama de pică. Ediție și prefață de Florea Firan, Ed. Macedonski, Craiova, 1992, 174 p.
- Rosamond Marshall,  Pasiune și frumusețe. Ducesa de Malminster, Ediție de Florea Firan, Ed. Macedonski, Craiova, 1992, 254 p.
- Octave Aubry, Viața intimă a lui Napoleon, Ediție și prefață de Florea Firan, Ed. Macedonski, Craiova, 1992, 360 p.
- Eminescu. Antologie comentată, Ed. Macedonski, Craiova, 1992, 264 p. (în colab.)
- Blaga. Antologie comentată, Ed. Macedonski, Craiova, 1992, 180 p. (în colab.)
- Arghezi. Antologie comentată, Ed. Macedonski, Craiova, 1992, 232 p. (în colab.)
- Creangă. Antologie comentată, Ed. Macedonski, Craiova, 1993, 207 p. (în colab.)
- Caragiale. Antologie comentată, Ed. Macedonski, Craiova, 1993, 264 p. (în colab.)
- Macedonski. Bacovia. Simbolismul românesc. Antologie comentată, Ed. Macedonski, Craiova, 1993, 254 p. (în colab.)
- Coșbuc. Goga. Antologie comentată, Ed. Macedonski, Craiova, 1993, 216 p. (în colab.)
- Slavici. Rebreanu. Antologie comentată, Ed. Macedonski, Craiova, 1994, 238 p. (în colab.)
- Sadoveanu. Antologie comentată, Ed. Macedonski, Craiova, 1994, 168 p. (în colab.)
- Alecsandri. Literatura pașoptistă. Antologie comentată, Ed. Macedonski, Craiova, 1995, 228 p. (în colab.)
- G. Călinescu. Antologie comentată, Ed. Macedonski, Craiova, 1995, 224 p. (în colab.)
- Spirite enciclopedice în cultura română. Vol. I: Dimitrie Cantemir, Ion Heliade Rădulescu, Bogdan Petriceicu Hasdeu, Nicolae Iorga. Antologie comentată. Ed. Macedonski, Craiova, 1995, 202 p. (în colab.)
- Spirite enciclopedice în cultura română. Vol. II: Mihai Eminescu, Lucian Blaga. Antologie comentată. Ed. Macedonski, Craiova, 1995, 256 p. (în colab.)
- Spirite enciclopedice în cultura română. Vol. III: G. Călinescu, Mircea Eliade. Antologie comentată. Ed. Macedonski, Craiova, 1995, 232 p. (în colab.)
- V. G. Paleolog, Brâncuși – Brâncuși, vol. II, Ediție și postfață de Florea Firan, Ed. Scrisul Românesc, Craiova, 2002, 240 p., cu ilustr. și port.
- V. G. Paleolog, Brâncuși – Brâncuși, vol. I, Ediție îngrijită și postfață de Florea Firan, Ed. Scrisul Românesc, Craiova, 2003, 188 p., cu ilustrații. Ediția a II-a, 2005.
- Ioan Slavici, Mara. Moara cu noroc.  Nuvele. Povestiri. Ediție de Florea Firan, Ed. Scrisul Românesc, Craiova, 2003, 352 p.
- Ion Creangă, Povești. Amintiri din copilărie. Povestiri. Ediție îngrijită de Florea Firan, Ed. Scrisul Românesc, Craiova, 2003, 312 p.
- Mihai Eminescu, Poezii. Cronologie. Mărturii. Evocări. Fragmente critice. Bibliografie selectivă. Antologie comentată. Alcătuită de Florea Firan, Scrisul Românesc Fundația-Editura, Craiova, 2003, 324 p.
- Dumitru Radu Popescu, Anglia. Dante și Virgiliu se întâlnesc, la Paris, cu Belmondo. Oxigen. Bătrânul Vișan. Postfața – Dumitru Radu Popescu, scriitorul și opera de Florea Firan, Ed. Scrisul Românesc, Craiova, 2003, 296 p.
- Gib I. Mihăiescu, Opere I. La Grandiflora.  Ediție îngrijită și prefațată de Florea Firan, Ed. Scrisul Românesc, Craiova, 2004, 220 p.
- Gib I. Mihăiescu, Opere II. Zilele și nopțile unui student întârziat. Ediție îngrijită și prefațată de Florea Firan, Ed. Scrisul Românesc, Craiova, 2004, 294 p.
- Gib I. Mihăiescu,  Opere III. Rusoaica. Ediție îngrijită și prefațată de Florea Firan, Ed. Scrisul Românesc, Craiova, 2004, 216 p.
- V. G. Paleolog, Tinerețea lui Brâncuși, Ediție și Prefață de Petru Comarnescu. Postfață de Florea Firan, Ed. Scrisul Românesc, Craiova, 2004, 234 p., Ed. a II-a, Scrisul Românesc Fundația-Editura, Craiova, 2015, 236 p.
- Alexadru Mirceascu, Abia atunci... Poeme. Prefața – Poetul și opera sa, de Florea Firan, Ed. Scrisul Românesc, Craiova, 2005, 68 p.
- Andrei Codrescu, Instrumentul negru, poezii 1965-1968. Prefață de Ștefan Baciu. Ediție cu o prezentare pe coperta IV de Florea Firan, Ed. Scrisul Românesc, Craiova, 2005, 120 p.
- Marin Sorescu, Cronici dramatice, Postfața – Marin Sorescu, scriitorul și opera  de Florea Firan, Ed. Scrisul Românesc, Craiova, 2005, 180 p.
- Dumitru Radu Popescu, Nopțile săptămânii. O felie din creierul lui Einstein. Pisica oarbă cu clopoței. Dafnis și Floarea în răscrucea imperiilor moarte. Cimitirul de trenuri. Postfața – D.R. Popescu, dramaturgul, de Florea Firan, Ed. Scrisul Românesc, Craiova, 2005, 386 p.
- Marin Sorescu, Iona. Ediție îngrijită și Postfața – Marin Sorescu, dramaturgul de Florea Firan, Scrisul Românesc Fundația–Editura, Craiova, 2006, 72 p.
- Marin Sorescu, Poezii inedite. Postfața – Marin Sorescu și Scrisul Românesc de Florea Firan, Scrisul Românesc Fundația–Editura, Craiova, 2006, 176 p.
- William Shakespeare, Romeo și Julieta, Traducere de Șt. O. Iosif, Ediție îngrijită și prefațată de Florea Firan, cu Repere critice, Scrisul Românesc Fundația-Editura, Craiova, 2006, 164 p.
- Coșbuc. Goga, Antologie comentată, Scrisul Românesc Fundația-Editura, Craiova, 2007, 218 p. (în colab.)
- Antoniu Sarnelli de Silva, Un alt Adonis. Traducere din italiană de Nicoleta Presură-Călina Ediție de Florea Firan, Ed. Scrisul Românesc, Craiova, 2007, 246 p.
- Felicia Gherghina, Personajul feminin în opera lui Mircea Eliade, Ediție îngrijită de Florea Firan, Scrisul Românesc Fundația-Editura, Craiova, 2007, 148 p., ed. a II-a, Prefață de Ștefan Vlăduțescu, 2016, 152 p.
- Alecsandri și literatura pașoptistă, Antologie comentată. Ed. Scrisul Românesc, Craiova, 2008, 252 p. (în colab.)
- V. G. Paleolog, C. Brâncuși, Prefața – Primul biograf al lui Brâncuși de Florea Firan, versiune din franceză în română (trad. Ioan Lascu), în engleză (trad. Florentina Anghel, Mihai Coșoveanu), Scrisul Românesc Fundația-Editura, Craiova, 2008, 152 p., cu reproduceri foto de pe operele sculptorului. Ed. a II-a, 2016.
- Dumitru Radu Popescu, Epistola către englezi. Biserica de argint. Moartea lui Moș Crăciun. Moartea actorului Pompiliu Iordache. Postfața Despre D. R. Popescu și opera sa de Florea Firan, Scrisul Românesc Fundația-Editura, Craiova, 2009, 354 p.
- Dumitru Radu Popescu, Pastorul sașilor. Moartea lui Liviu Rebreanu. Vrăjitoarea și călugărul, Prefața Dumitru Radu Popescu, scriitorul și opera sa de Florea Firan, Scrisul Românesc Fundația-Editura, Craiova, 2010, 350 p. + ilustrații color.
- Ion Omescu, Hamlet sau ispita posibilului. Eseu. Traducere de Maria Ivănescu. Ediție și Postfață de Florea Firan, Scrisul Românesc Fundația-Editura, Craiova, 2010, 260 p.
- Emil Vora, Copacul dintre ani. Poezii inedite. Ediție și Postfața – Emil Vora, poetul de Florea Firan, Ed. Scrisul Românesc, Craiova, 2011, 178 p.
- Mihail Drumeș, Scrisoarea de dragoste, roman. Postfață de Florea Firan, Ed. Art, București, 2011, 242 p.
- Mihail Drumeș, Invitația la vals, roman. Postfață de Florea Firan, Ed. Art, București, 2011, 256 p.
- Dumitru Radu Popescu, Duios Anastasia trecea. Leul albastru.  Grădinile fericiților, Ediție și Prefața – D. R. Popescu, scriitorul și opera sa de Florea Firan, Scrisul Românesc Fundația-Editura, Craiova, 2011, 168 p.
- Sorana Georgescu-Gorjan, Așa grăit-a Brâncuși/ Ainsi parlait Brancusi/ Thus spoke Brancusi. Prefață de Florea Firan, Ed. Scrisul Românesc Fundația-Editura, Craiova, 2011, 268 p.
- I. L. Caragiale, Proză. Momente. Schițe. Nuvele. Povestiri. Ediție și Prefață de Florea Firan, Scrisul Românesc Fundația-Editura, Craiova, 2012, 300 p.
- I. L. Caragiale, Teatru. O noapte furtunoasă. Conul Leonida față cu Reacțiunea. O scrisoare pierdută. Ediție și prefață de Florea Firan, Scrisul Românesc Fundația-Editura, Craiova, 2012, 184 p.
- Irina Mavrodin, Autoscopii, Autoficțiuni sau Câmpul cu maci. Ediție îngrijită și Postfața Irina Mavrodin și opera sa de Florea Firan, Scrisul Românesc Fundația-Editura, Craiova, 2013, 224 p. + imagini foto color.
- Dumitru Radu Popescu, Scrisori deschise. Eseuri. Prefață de Ovidiu Ghidirmic, Postfață de Florea Firan, Scrisul Românesc Fundația-Editura, Craiova, 2013, 220 p.
- Ramona L. Ceciu, Rabindranath Tagore, ființă metacronotopică: atipic, avangardist, universal, Postfața Rabindranath Tagore de Florea Firan, Scrisul Românesc Fundația-Editura, Craiova, 2013, p. 234.
- Marin Sorescu în scrisori și documente inedite, Postfața Marin Sorescu și spațiul matrice de Florea Firan, Scrisul Românesc Fundația-Editura, Craiova, 2013, p. 360.
- Marin Sorescu, Jurnalul călătoriilor, vol. VII, Postfața Marin Sorescu – ediții publicate la Scrisul Românesc de Florea Firan Scrisul Românesc Fundația-Editura, Craiova, 2014, p. 196.
- I. L. Caragiale, Poezii. Ediție și Prefața – Despre I. L. Caragiale – Poetul de Florea Firan și Postfață de Dumitru Radu Popa, Scrisul Românesc Fundația-Editura, Craiova, 2014, 180 p., cu ilustrații foto.
- Dumitru Radu Popescu, Alunecând pe-o rază. Postfața D. R. Popescu – dramaturgul de Florea Firan, Scrisul Românesc Fundația-Editura, Craiova, 2014, 156 p.
- Titus Spânu, Sărbătorește ziua de ieri. Ediție îngrijită de Florea Firan, Scrisul Românesc Fundația-Editura, Craiova, 2014, 200 p.
- Constantin Zărnescu, Aforismele și textele lui Brâncuși. Introducerea Aforismele și textele lui Brâncuși – o nouă ediție de Florea Firan. Prefață de Marin Sorescu, Scrisul Românesc Fundația-Editura, Craiova, 2016, 282 p.

## Premii
De-a lungul activității sale, Florea Firan a fost distins cu numeroase premii și distincții printre care:
- Premiul „Bogdan Petriceicu Hasdeu” al Academiei Române (1994) pentru Carte de înțelepciune latină – Ilustrium poetares flores, de I. I. Micu-Klein, ediție bilingvă română-latină, publicată la Editura Științifică, București, 1992, referenți: acad. Eugen Simion, acad. Șt. Augustin Doinaș, prof. univ. dr. Mihai Mitu de la Universitatea București;
- Premiul de Excelență al Uniunii Scriitorilor din România, Filiala Craiova, pentru întreaga activitate literară și științifică (2003);
- Ordinul Ziariștilor, Clasa I (Aur), pentru întreaga activitate literară și științifică (2006);
- Premiul „Al. Dima”, pentru volumul Profiluri și structuri literare. Contribuții la o istorie a literaturii române, M–Z, acordat de revista „Lamura” (2004);
- Premiul Omnia, pentru întreaga activitate literară și științifică, acordat de Uniunea Scriitorilor din România, Filiala Craiova (2005);
- Premiul „Șerban Cioculescu”, pentru critică și istorie literară acordat de Editura Scrisul Românesc (2005);
- Premiul Societății Umoristice „Păcală” din București, pentru întreaga activitate literară și științifică (2005);
- Premiul de Istorie Literară pe anul 2008 al Uniunii Scriitorilor, Filiala Craiova, pentru volumul Tudor Arghezi, treptele devenirii;
- Premiul Omnia pentru întreaga activitate literară, cultural-științifică și de management cultural exemplar, acordat de revista „Mozaicul” (2007);
- Premiul Omnia pentru „50 de ani de activitate literară și țtiințifică”, acordat de Asociația scriitorilor din Craiova și Facultatea de Litere (2008);
- Premiul „Tudor Arghezi”, pentru Arghezologie acordat la Festivalul Internațional de Literatură „Tudor Arghezi”, pentru volumul Tudor Arghezi, treptele devenirii (2008);
- Premiul Omnia, pentru „întreaga activitate literară și științifică, de ctitor și editor al Revistei Scrisul Românesc”, acordat de Fundația-Revista Scrisul Românesc (2013);
- Trofeul Brâncușiana, pentru întreaga activitate cultural-științifică și consecvență în popularizarea operei marelui sculptor, acordat de Centrul Cultural „Constantin Brâncuși” din Târgu Jiu (2013);
- Diplomă acordată de Societatea de Științe Istorice din România, Filiala Dolj, cu prilejul aniversării a „400 de ani de la începutul domniei lui Mihai Viteazul”, pentru contribuții deosebite la cunoașterea și valorificarea tradițiilor de luptă și jertfă ale poporului român (1993);
- Diplomă de Excelență acordată de Municipiul Craiova pentru „deosebita activitate publicistică și promovarea culturii scrise” (2004);
- Diplomă de Excelență acordată de Muzeul de Artă din Craiova pentru „generoasa și elevata colaborare, de-a lungul timpului, în promovarea imaginii muzeului, în presa scrisă, a artelor vizuale din spațiul Olteniei și integrarea acesteia în modernitatea artelor europene” (2008);
- Diplomă de Excelență acordată de Biblioteca județeană „Alexandru și Aristia Aman” din Craiova cu prilejul sărbătoririi Centenrului Bibliotecii (2008);
- Diplomă de Excelență acordată de Academia Română, Institutul de Cercetări Socio-Umane „C.S. Nicolăescu-Plopșor”, pentru „meritele deosebite în activitatea de cercetare științifică și dezvoltare instituțională” (2009);
- Diplomă de Excelență pentru meritul de a fi înființat în 1969 Festivalul-Concurs Național „Maria Tănase”, „în semn de recunoaștere drept ctitor al manifestării din mai 1969” (2009);
- Diplomă de Excelență acordată de Biblioteca județeană „Antim Ivireanul” din Râmnicu-Vâlcea, pentru „contribuția la patrimoniul literaturii naționale și pentru activitatea susținută de promovare a culturii și literaturii române” (2012);
- Diplomă de Excelență acordată de Forumul Cultural al Râmnicului, pentru „remarcabilele sale contribuții la dezvoltarea și promovarea literaturii, învățământului și culturii române în context internațional” (2014);
- Diplomă de Onoare acordată de Societatea Culturală „Anton Pann” din Râmnicu-Vâlcea, pentru „popularizarea creației scriitorilor din Oltenia prin intermediul Editurii Scrisul Românesc”, (2004);
- Diplomă de Onoare acordată de Revista „Ramuri” cu prilejul Centenarului revistei „Ramuri”, (2005);
- Diplomă de Onoare acordată de Municipiul Craiova pentru „promovarea și susținerea operei lui Marin Sorescu în țară și în lume” (2005);
- Diplomă de Onoare acordată de Societatea Cultural-Științifică „Anton Pann” din Râmnicu-Vâlcea pentru „întreaga activitate literară și științifică” (2005);
- Diplomă de Onoare acordată de Inspectoratul Școlar Județean Dolj, pentru „activitate managerială desfășurată ca director al Liceului de Artă Marin Sorescu din Craiova” (2006);
- Diplomă de Onoare pe anul 2007 acordată de Teatrul Liric „Elena Teodorini” pentru „recunoașterea de întemeietor al Teatrului Liric și susținerea artei lirice craiovene”;
- Diplomă de Onoare acordată de Asociația Română de Istoria Presei din România pentru „contribuția la cercetarea și dezvoltarea jurnalismului din România” (2013);
- Diplomă de Onoare acordată de Uniunea Scriitorilor din România, Filiala Craiova, pentru „întreaga activitate culturală pusă în slujba scriitorilor români” (2013);
- Diplomă de Onoare acordată de revista „Ramuri” pentru „eforturile susținute, timp de decenii în cercetarea și publicarea unor volume dedicate revistei Ramuri”(2013);
- Diplomă Jubiliară acordată de Ministerul Educației Naționale, Inspectoratul Școlar Județean Dolj și Colegiul Național „Elena Cuza” cu prilejul aniversării a 180 de ani de la înființarea Colegiului Național „Elena Cuza” din Craiova, (2013);
- Diplomă și plachetă acordate de Consiliul Județean Dolj, pentru „contribuția remarcabilă în cei peste 50 de ani de activitate academică și didactică” (2013).
- Titlul de Cetățean de Onoare al Municipiuliu Craiova - 2018;